# Kalkvuurzwammetje
Het kalkvuurzwammetje (Hygrocybe calciphila) is een schimmel. Het leeft saprotroof op de grond in schrale graslanden op vochtige tot droge, kalkrijke leem en klei, vooral in krijthelling-graslanden.

## Kenmerken

### Uiterlijke kenmerken
Hoed
De hoed is 10 tot 32 mm breed. De vorm is aanvankelijk halfbolvormig tot convex van vorm, later min of meer afgeplat en heeft vaak een iets verzonken midden. Het droge, fijn schilferige oppervlak kan bij vochtig weer vrijwel glad zijn. Het kleurenspectrum varieert van scharlakenrood tot oranjerood en de hoed heeft vaak een smalle gele rand. Na het verzamelen worden de vruchtlichamen snel geel. De schubben zijn gekleurd als de hoedenhuid; verschillende collecties met donkergrijze schubben op het midden van de hoed zijn alleen bekend uit het noorden van Noorwegen. Bovendien is de rand vaak doorschijnend gegroefd. 
Lamellen
De lamellen, die breed aan de steel zijn aangehecht en zelden wat aflopend. Ze zijn als bij jonge exemplaren zijn vaak bijna witachtig en later geelachtig of lichtoranje van kleur. Er zijn 14 tot 23 lamellen aanwezig.
Steel
De steel is 2 tot 4 cm lang en 1,2 tot 3 mm dik. De vorm is cilindrisch of samengedrukt en heeft dan meestal een langsgroef. Soms loopt het taps toe naar beneden. Het oppervlak is droog en mat of licht zijdeachtig glanzend. De steel is oranje of goudgeel van kleur. 
Geur en smaak
Zowel de geur als de smaak zijn niet-specifiek.
Sporenprint
De sporenprint is wit.

### Microscopische kenmerken
De basidia meet 42–52 × 6,0–7 μm en is 2–(–3) sporig. De sporenafmetingen zijn 7,5-9 × 5-6 µm, de minima en maxima zijn 6-11 × 4,5-7 µm. Het quotiënt van lengte en breedte ligt tussen 1,1 en 1,9, gemiddeld tussen 1,3 en 1,6. Ze zijn grotendeels elliptisch van vorm, soms bijna rond of elliptisch. Vernauwde sporen ontbreken. De subreguliere lamellaire trama omvat cilindrische of licht opgeblazen elementen met een lengte tot 140, maximaal 250 µm. De hoedhuid is een trichoderm met min of meer knotsvormige eindcellen. Deze zijn 30 tot 95, zelden 120 µm lang en 6 tot 15 µm breed. De cutis van de steel bestaat uit min of meer loodrechte hyfen, vergelijkbaar met die van de Hygrocybe miniata. De pileipellis bestaat uit een trichoderm in het centrum en meer een cutis aan de rand.

## Vergelijkbare soorten
Het lijkt veel op het gewoon vuurzwammetje (Hygrocybe miniata), maar wat minder beschubd, meer oranje getint en heeft ellipsoïde sporen (6,0-9,0 × 4,5-7,0 μm), die van voren niet verbreed zijn of ingesnoerd. De ecologie is ook heel anders.

## Verspreiding
De soort is bekend uit voornamelijk in Europa voorkomt. De soort wordt hier wijd verspreid, van het Iberisch schiereiland en de Middellandse Zee tot het centrale deel van het Scandinavisch schiereiland, Engeland en Ierland. Bovendien werd het gemeld op één locatie in het oosten van Noord-Amerika.
In Nederland komt het kalkvuurzwammetje zeldzaam voor. Het staat op de rode lijst in de categorie 'Ernstig Bedreigd'.